# Kalevala
El Kalevala és un poema èpic de l'era romàntica escrit pel filòleg Elias Lönnrot a partir de la tradició popular finesa i careliana al segle xix. Es considera l'èpica nacional de Finlàndia i una de les obres literàries més importants escrites en aquesta llengua, a més de ser altament admirada també pels parlants d'altres llengües ugrofineses dels països Bàltics i Rússia. Es pot atorgar a l'obra el mèrit de, com a mínim parcialment, inspirar el desvetllament nacional del país que finalment es va traduir políticament com la declaració d'independència finesa de Rússia el 1917.
El títol pot ser interpretat com les terres de Kaleva (-la/-lä és el sufix finès que indica lloc). L'èpica consta de 22.795 versos, dividits en 50 cants, o runo en finès.

## Traduccions al català
- El Kalevala, per Ramon Garriga i Marquès, i Pirkko-Merja Lounavaara. Traducció directa del finès, en vers. Columna, 1997. ISBN 84-8300-376-7